# تجميل الأسنان

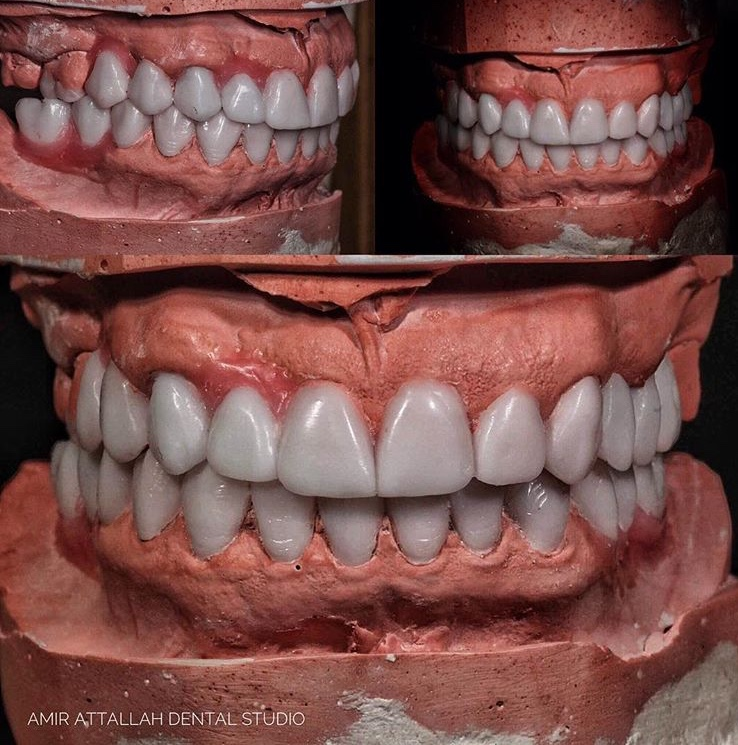
نموذج شمعي مصنع في مختبر الأسنان لدراسة خطة العلاج قبل البدء بتجميل الاسنان

يعرف تجميل الأسنان على أنه أية عملية تجميلية تهدف إلى تحسين مظهر الأسنان، أو اللثة، أو إطباق الأسنان، وليس بالضرورة وظيفتها.كثير من أطباء الأسنان يدّعون أنهم خبراء تجميل مؤهلين للعمل في هذه المهنة بغض النظر عن اختصاصهم الأساسي بهدف تسويقي، ولا يعد ذلك من ضمن أخلاق مهنة العمل. لذلك قررت جمعية أطباء الأسنان الأمريكية عدم اعتماد تجميل الأسنان كتخصص رسمي منفرد، إلا أنه ما زال الكثير من أطباء الأسنان يسمون أنفسهم خبراء تجميل الأسنان.

## حقل العمل
يوجد فقط تخصصين للأسنان يركزان على تجميل الأسنان وهما: علم الاستعاضات السنية وعلم تقويم الأسنان. وعلى أية حال فإن أي طبيب أسنان يتم تدريبه لمدة 4 سنوات طيلة مدة الاختصاص. ويتضمن تجميل الأسنان حشوها وعلاج اللثة.

## خيارات تجميلية شائعة

### الأنواع
تشتمل عمليات تجميل الأسنان على واحدة من الآتية:
1- إضافة مادة طبية إلى الأسنان أو اللثة مثل القشور الخزفية، والجسور، والتيجان وعمليات ترقيع اللثة Gum Grafts.
2- إزالة جزء من الأسنان أو اللثة، ومن الأمثلة عليها إزالة جزء من ميناء أو طلاء السن والمعروف بEnameloplasty أو Gingivectomy.
3- عمليات لا علاقة لها بإضافة أو إزالة مواد سنية مثل: عمليات تبييض الأسنان وإزالة تصبغات اللثة Gum Depigmentation.
4- إعادة تصفيف الأسنان لتحسين مظهر الوجه بشكل عام مثل تقويم الاسنان.

### الأمثلة

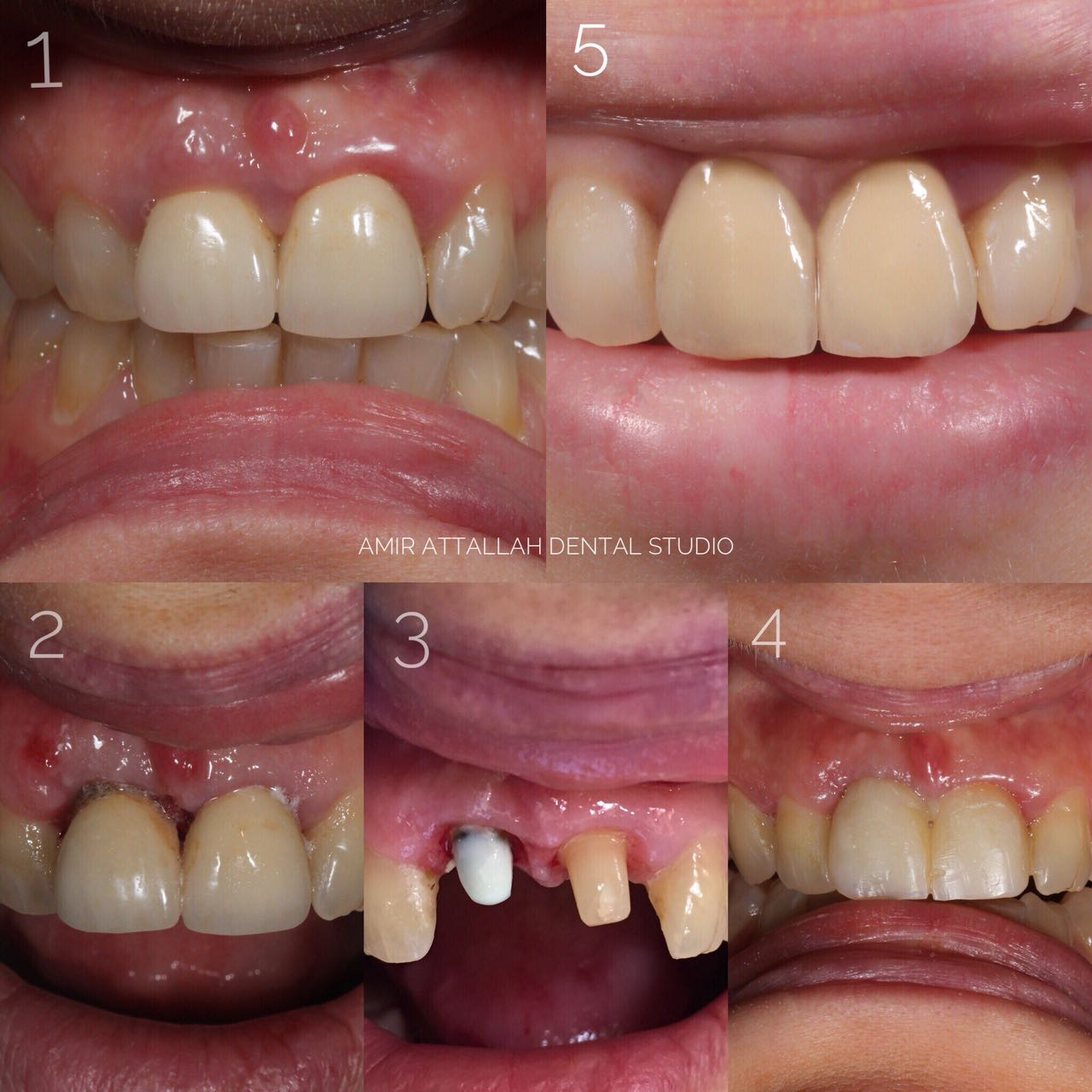
ازالة تيجان الأسنان الأمامية القديمة ومعالجة الاسنان و عمل تيجان بورسلين بعد رفع مستوى اللثة

- تبييض الأسنان Tooth Bleaching، وهي أكثر الإجراءات التجميلية شيوعًا. وبغض النظر عن الكثير من الطرق والأساليب المتاحة لتبييض الأسنان مثل تلك التي تباع دون وصفة الطبيب، تبقى وصفات أطباء الأسنان وتحت إشرافهم هي الإجراء الأفضل الموصى به.[7]
- إجراءات إعادة تصفيف وتشكيل الأسنان من تغيير موقع وشكل وحجم السن أو طوله، أو سد الفراغات الصغيرة بين الأسنان عن طريق إزالة جزء من طلاء أو ميناء السن، ولكن الجزء الذي تمت إزالته من الميناء لا بديل له، وقد تكشف إزالة الميناء عاج السن. وتعرف هذه الإجراءات بعدة أسماء منها إعادة الكنتوري، النحيلة، التجريد، وتعطي هذه الإجراءات نتائج سريعة وقد تكون حلًا بديلًا لتقويم الأسنان في بعض الحالات.
- الإجراءات التي يتم فيها إلصاق مادة مثل العاج أو الميناء ذات محتوى طبي إلى جزء من السن ثم يتم شدها وطلائها لإخفاء عيوب الأسنان.[8]
- جسور الأسنان : هو تركيبات ثابتة لاستعاضة فقدان واحد أو أكثر من الأسنان، جسر الأسنان يتألف من اثنين من التيجان تغطي الأسنان على جانبي السن المفقود (وتسمى هذه الأسنان بالدعامة)، و أسنان صناعية بينها في مكان الأسنان المفقودة، ويتم دعم جسر الأسنان بالأسنان الطبيعية أو بزرع الأسنان، ولا يمكن سحبها أو إخراجها خارجًا كأطقم الأسنان العادية الكاملة فهذا جسر ثابت.أما في المواقع التي يقل فيها الضغط على الأسنان مثل الأسنان الأمامية فإنه يمكن تركيب نوع آخر من الجسور يدعى بالجسر المجنح، وهو تعويض يكون فيه السن الاصطناعي مدعومًا بأسنان حقيقية من جهة واحدة فقط. تقلل الجسور من خطر الإصابة بالتهاب اللثة وتساعد على تصحيح إطباق الأسنان وتحسن النطق. يلزم مستخدمي جسور الأسنان الالتزام بنظافتها وقد تستمر هذه الجسور لمدة عشر سنوات أو أكثر.
- القشور : وهي مواد رقيقة مصنعة لتلتصق بالسن، وتستخدم عادة في سد الفراغات بين الأسنان أو تبييض الأسنان في الحالات التي لا تجدي فيها طرق تبييض الأسنان العادية، وبناءً على الإجراء والمريض قد يحتاج الطبيب إلى تقليص من حجم السن أولًا.
- عمليات رفع اللثة : وتهدف إلى رفع خط اللثة عن طريق إعادة تشكيل نسيج اللثة والعظام تحت اللثة ؛ لجعل الأسنان تبدو أكثر طولًا وتناسقًا.
- إصلاح إطباق الأسنان: المرضى الذين يعانون منذ سنوات عدة من تآكل الأسنان إما بسبب الصك عليها، أو التحلل بسبب الحموض، ويكون ذلك قد أدى إلى تغيير البعد العامودي لإطباق أسنانهم ؛ مما يجعلهم يبدون بابتسامة أو وجوه أقصر، ويستطيع فريق متخصص من الأطباء إعادة البعد العامودي وإزالة التجاعيد غير المرغوب بها كذلك.

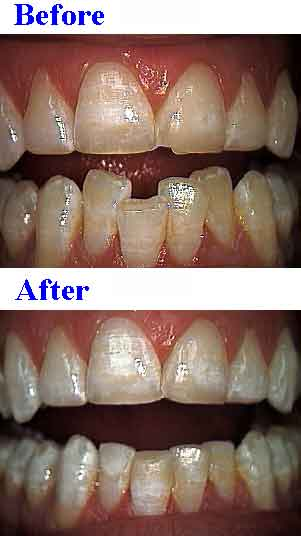
تغيير شكل الأسنان وإعادة تصفيفها في إحدى العيادات.

## استخدام مواد مختلفة
في السابق كانت الحشوات تصنع من الذهب والفضة والخزف وغيرها من المواد. أما اليوم فقد أصبح بإمكان الأطباء استخدام تركيبات القشور الخزفية، أو الحشوات التجميلية بشكل تام، بحيث تبدو أقرب إلى مظهر السن الطبيعي. يتم تثبيت هذه الحشوات والمواد باستخدام مواد لاصقة، كما وتعد هذه المواد خالية تمامًا من الزئبق بعكس حشوات الفضة. يفضل مستخدمو الحشوات التجميلية المواد التي تجعل السن يبدو طبيعيًا بعد إضافتها. لقد تطور تجميل الأسنان بشكل كبير على غير السابق، ويتم الآن تصنيع مواد جديدة لتشمل إجراءات وعمليات جديدة.

## الاعتمادات
في الولايات المتحدة الأمريكية على أطباء الأسنان أن يخضعوا لمدة سنتين إلى ثلاثة سنوات من التدريب بعد التخرج من كليات طب الأسنان ؛ ليتم الاعتراف بهم وإعطائهم شهادة بورد من قبل جمعية أطباء الأسنان الأمريكية. وعلى أي حال فإن أيًا من أطباء الأسنان غير المختصين وإن كانوا يملكون فكرة عن تجميل ألأسنان فإنه لا يتم اعتمادهم من جمعية أطباء الأسنان الأمريكية.

### الأكاديمية الأمريكية لتجميل الأسنان
وهي أكبر منظمة عالمية تضم أطباء الأسنان المختصين وغير المختصين وتقنيي المختبرات، والتي تعنى بتعليم فن تجميل الأسنان والاهتمام به. تأسست عام 1984 ويشترك فيها 7000 عضو من الولايات المتحدة، وأكثر من 70 دولة من مختلف أرجاء العالم. أعضاء الأكاديمية هم من أطباء الأسنان والمختصيين، وتقنيي المختبرات، والطلاب، والمعلمين، والباحثين,وأخصائيي صحة، وشركات وغيرهم من التابعين للعمل في طب الأسنان، يتعلم الأعضاء باستمرار عن طريق ورشات العمل والمنشورات، إضافة إلى بعض المحاضرات ؛ وذلك ليبقوا على اطلاع وإلمام كامل بمستجدات طب الأسنان. إن الهدف الأساسي من البورد الدولي لأطباء الأسنان هو تحليل وتقييم وقياس مهارات الأطباء وتقنيي المختبرات في مجال طب الأسنان، وبناء على ذلك يتم اعتمادهم في قسم تجميل الأسنان. وعلى أي حال فإن هذه الشهادات تعتبر غير معتمدة عند جمعية أطباء الأسنان الأمريكية.
الجمعية الأمريكية لتجميل الأسنان:
تأسست عام 1976 بهدف استمرار تعليم الأخصائيين بأحدث التقنيات في مجال تجميل الأسنان. وإن من شروط عضوية هذه الجمعية أن يتدرب الطبيب 5 سنوات، أو أن يدرس الدراسات العليا لمدة سنتين. يتم من خلالها إقامة ندوتين وتنصيب من أحد أعضاء الجمعية، وتقديم 5 حالات علاجية في تجميل الأسنان.